# Viktor Bergh
Erik Viktor Bergh (26 luglio 1999) è un calciatore svedese, difensore del Djurgården.

## Carriera
A livello giovanile, Bergh ha giocato per il Forssa BK e per il Brage. Ha esordito nella prima squadra di quest'ultimo club, in Division 1, in data 30 ottobre 2016: ha sostituito Oskar Andersson nella sconfitta casalinga per 1-2 subita contro l'Enskede IK.
Ad aprile 2019, è stato ceduto in prestito ai norvegesi del Levanger, in 2. divisjon. Ha debuttato con la nuova casacca il 22 aprile, schierato titolare nella sconfitta per 4-0 arrivata sul campo dello Stjørdals-Blink.
L'anno seguente, Bergh è passato al Norrby a titolo definitivo. Ha giocato la prima partita in squadra il 21 giugno 2020, sostituendo Abdelkarim Mammar nella vittoria interna per 3-0 sul GAIS. Il 29 settembre 2021 ha trovato il primo gol in campionato con questa maglia, nel pareggio casalingo per 2-2 contro l'Helsingborg.
Il 10 novembre 2022 è stato annunciato il suo passaggio all'IFK Värnamo, a cui si è legato con un contratto triennale: l'accordo sarebbe stato ratificato a partire dal 1º gennaio 2023, alla riapertura del calciomercato locale. Ha esordito in Allsvenskan in data 2 aprile 2023, schierato titolare nel successo per 0-1 in casa dell'IFK Göteborg. Il successivo 19 agosto ha trovato la prima rete nella massima divisione svedese, nel successo per 0-3 sul campo del Varberg. In totale, nell'Allsvenskan 2023 ha collezionato 28 presenze, contribuendo al raggiungimento di un inaspettato quinto posto finale da parte dei biancoblù.
Ha iniziato all'IFK Värnamo anche l'Allsvenskan 2024, ma a metà campionato, più precisamente il 24 luglio, è stato ceduto agli stoccolmesi del Djurgården che a loro volta stavano definendo la cessione del terzino sinistro Samuel Dahl alla Roma. Bergh si è legato al nuovo club con un contratto da tre anni e mezzo.

## Statistiche

### Presenze e reti nei club
Statistiche aggiornate al 30 ottobre 2023.
| Stagione       | Club          | Campionato    | Campionato | Campionato | Coppe nazionali | Coppe nazionali | Coppe nazionali | Coppe continentali | Coppe continentali | Coppe continentali | Supercoppe | Supercoppe | Supercoppe | Totale | Totale |
| Stagione       | Club          | Comp          | Pres       | Reti       | Comp            | Pres            | Reti            | Comp               | Pres               | Reti               | Comp       | Pres       | Reti       | Pres   | Reti   |
| -------------- | ------------- | ------------- | ---------- | ---------- | --------------- | --------------- | --------------- | ------------------ | ------------------ | ------------------ | ---------- | ---------- | ---------- | ------ | ------ |
| 2016           | Brage         | D1            | 2          | 0          | CS              | 0               | 0               | -                  | -                  | -                  | -          | -          | -          | 2      | 0      |
| 2017           | Brage         | D1            | 15         | 0          | CS              | 2               | 0               | -                  | -                  | -                  | -          | -          | -          | 17     | 0      |
| 2018           | Brage         | S             | 7          | 0          | CS              | 1               | 0               | -                  | -                  | -                  | -          | -          | -          | 8      | 0      |
| gen.-apr. 2019 | Brage         | S             | 0          | 0          | CS              | 0               | 0               | -                  | -                  | -                  | -          | -          | -          | 0      | 0      |
| Totale Brage   | Totale Brage  | Totale Brage  | 24         | 0          |                 | 3               | 0               |                    | -                  | -                  |            | -          | -          | 27     | 0      |
| apr.-dic. 2019 | Levanger      | 2D            | 24         | 0          | CN              | 3               | 0               | -                  | -                  | -                  | -          | -          | -          | 27     | 0      |
| 2020           | Norrby        | S             | 15         | 0          | CS              | 1               | 0               | -                  | -                  | -                  | -          | -          | -          | 16     | 0      |
| 2021           | Norrby        | S             | 28         | 2          | CS              | 4               | 0               | -                  | -                  | -                  | -          | -          | -          | 32     | 2      |
| 2022           | Norrby        | S             | 20         | 1          | CS              | 0               | 0               | -                  | -                  | -                  | -          | -          | -          | 20     | 1      |
| Totale Norrby  | Totale Norrby | Totale Norrby | 63         | 3          |                 | 5               | 0               |                    | -                  | -                  |            | -          | -          | 68     | 3      |
| 2023           | IFK Värnamo   | A             | 26         | 1          | CS              | 0               | 0               | -                  | -                  | -                  | -          | -          | -          | 26     | 1      |
| Totale         | Totale        | Totale        | 137        | 4          |                 | 11              | 0               |                    | -                  | -                  |            | -          | -          | 148    | 4      |

## Palmarès

### Club

#### Competizioni nazionali
- Division 1: 1

Brage: 2017